# 雪あかりの街
『雪あかりの街』（ゆきあかりのまち）は、日本のテレビドラマ。NHK札幌放送局で制作された単発ドラマであり、2007年5月25日にNHK北海道エリアで先行放送の後、同年12月16日に全国放送された。北海道小樽市と札幌市を舞台とし、失われた家族の絆の再生を描く物語である。

## あらすじ
主人公・石黒麻衣（演：木村愛里）は北海道大学3年、競技舞踏（社交ダンス）部に所属する札幌の学生。家族は母が1人のみで、父・内田敬悟（演：塩見三省）は麻衣の幼少時に離婚し、小樽で浮き玉職人として暮していた。ある日、麻衣は元の恋人から、小樽のイベントのために父に浮き玉製作を依頼するよう頼まれる。両親の離婚の理由をずっと知りたがっていた麻衣は、迷いながらも父との再会を決意する。

## 製作
NHK札幌放送局が5年ぶりに制作した道産ドラマである。地域の放送局だからこそ可能なドラマの制作を目指し、人気タレントや人気の脚本家を起用せず、スタッフや出演者はほとんど地元から起用された。脚本は小樽出身の劇作家・演出家である清水友陽、音楽には北海道野付郡別海町に居を構える作曲家の小六禮次郎が起用され、演奏は尾高忠明指揮により札幌交響楽団が担当した。
主人公はオーディションで選ばれた当時高校2年生の札幌出身・木村愛里で、当時フリーでありながら150人の候補者の中からヒロイン役を射止め、本作で全国デビューを果たした。ほかの出演俳優もほとんどは地元から起用されており、小樽市内、札幌市内の市民や学生たちも出演に協力した。
ドラマの半分近くは小樽市内の場面であり、冬の小樽のイベントである「小樽雪あかりの路」や小樽駅、観光名所として知られる小樽運河の散策路などが撮影現場に用いられた。主人公が小樽を訪ねる場面では、普段の小樽市民の生活、浮き玉職人や漁師の話を通じ、現在の小樽とかつての小樽が多く紹介された。札幌市内の場面では、冬の札幌の祭典「さっぽろ雪まつり」や、主人公が北海道大学に在学という設定もあって、同大学の散策路として知られるポプラ並木などが撮影に用いられ、同大学に実在する競技舞踏部も撮影に協力した。
浮き玉製作の場面では、小樽市内のガラス工芸を営む浅原硝子製造所の協力があったが、協力予定であった職人が病気のために撮影が危ぶまれており、撮影直前に他界。撮影継続の危機に陥ったものの、道外在住であった長男が急遽駆けつけ、次男も協力して撮影成功に至った。同製造所はその後も、長男が父の跡を継いで営業を続けるに至っている。